# Myiodynastes
Myiodynastes é um género de ave da família Tyrannidae.
Este género contém as seguintes espécies:
- Myiodynastes bairdii
- Myiodynastes chrysocephalus
- Myiodynastes luteiventris
- Myiodynastes maculatus